# Evenemangsbranschen
Evenemangsbranschen, även kallad evenemangsnäringen, är en bransch inom näringslivet som arbetar med att framställa, producera och anordna event och evenemang.
I begreppet "Evenemangsbranschen" omfattas branscher inom kultur, musik, mässor, idrottsevenemang, företagsevent, nöjesfält och konferenser. Evenemang kan även vara politiska, som t.ex. partikongresser eller Almedalsveckan i Sverige. Aktörerna inom branschen verkar även på privata event och evenemang som inte är öppna för allmänheten.

## Sverige
I Sverige kan evenemang räknas som allmänna tillställningar vilket kan  ställa krav på tillstånd, bemanning med ordningsvakter m.m.

### Branschorganisationer och Intresseorganisationer
En av branschorganisationerna för evenemangsbranschen i Sverige är SES - Sponsrings- och Eventsverige, tidigare Sponsrings- och Eventföreningen, SEFS.
Enligt en rapport sammanställd av Musiksverige, en intresseorganisation inom evenemangsbranschen, omsatte den svenska musikbranschen 10,7 miljarder kronor 2017. Enligt UC omsatte de fem största mäss- och evenemangsarrangörerna 3 miljarder kronor år 2018.
Några av branschorganisationerna och intresseorganisationerna inom Evenemangsbranschen är: SES - Sponsrings- och Eventsverige, Musiksverige, LLB - Ljud, Ljus och Bild, Svensk Scenkonst, Visita och STTF - Svensk Teaterteknisk Förening.

### Fackförbund
Bland de fackförbund som organiserar personer verksamma inom evenemangsbranschen finns Teaterförbundet och  Musikerförbundet.

### Kulturpolitik
I Sverige är det Kulturdepartementet som handhar frågor gällande bland annat kulturpolitik, medier och idrott. 

## Storbritannien
I Storbritannien samverkar evenemangsaktörer genom Creative Industries Federation

## Danmark
I Danmark är personer och företag inom branschen organiserade genom Foreningen For Koncert og Event Personale

## Nederländerna
I Nederländerna organiseras personer och företag inom branschen av DVVF, De Vereniging Voor Freelance Event professionals